# Sapoba flagellifer
Sapoba flagellifer är en insektsart som beskrevs av Rauno E. Linnavuori 1969. Sapoba flagellifer ingår i släktet Sapoba och familjen dvärgstritar. Inga underarter finns listade i Catalogue of Life.